# Hadi
Hadi (Serpentes) jsou podřád plazů z řádu šupinatých (Squamata). Jsou to dravci vyznačující se dlouhým tělem bez končetin. Kostra se skládá z páteře a žeber, mohou mít až 400 obratlů. Mají pohyblivě spojenou lebku, která jim umožňuje spolknout i velkou kořist díky komplexní anatomii čelistí, aniž by při tom docházelo k vykloubení čelistí, jak se často traduje.Tělní orgány jsou protáhlé, z párových orgánů bývá většinou jeden zakrnělý. Oči pokrývají srostlá víčka. Zvláštností je Jacobsonův orgán umístěný uvnitř tlamy na vrchním patře, který slouží jako čichový orgán. Hadi tak doslova "ochutnávají" okolní vzduch. Někteří hadi patří s délkou v rozmezí 7 až 10 metrů mezi nejdelší (nikoliv ale nejtěžší) v současnosti žijící suchozemské živočichy.
Hadi jsou dokonalí lovci, jejich obvyklou kořistí jsou hlodavci a ptáci. Kořist loví obvykle pomocí jedu nebo škrcení. Kromě toho se vyskytují i určití potravní specialisté, jako je například vejcožrout (Dasypeltis), který se specializuje na požírání vajec.

## Evoluce
Existuje jen malé množství fosilních záznamů hadů, především pak z období jejich předpokládaných evolučních počátků před nejméně 140 miliony let. Donedávna se uvádělo, že nejstarší prokazatelní zástupci hadů se objevili v období rané pozdní křídy, zhruba před 100 až 94 miliony let (geologický stupeň cenoman). Skutečný vznik podřádu, resp. objevení se prvních zástupců proběhlo ale podstatně dříve, pravděpodobně před téměř 170 miliony lety. Hadi se vyvinuli z ještěrů, nejspíše z druhů podobných varanům. Především varanovec bornejský má několik rysů společných s hady. Evoluce mohla proběhnout tak, že určité typy ještěrů se postupně adaptovaly k životu v měkké (mělké) půdě, ztratily při tom končetiny a oči si vyvinuly ochranou vrstvu v podobě srostlých průhledných víček. Následně, již jako hadi, opustili život v půdě a osídlili i jiné typy prostředí. Ve hře je i teorie o vodním původu hadů. Oba tyto předpoklady však byly nejnověji (2018) zpochybněny, přičemž se uvažuje o klasickém pozemním vývoji. Vědcům se podařilo zrekonstruovat pravděpodobnou anatomii a vzhled lebky hypotetického přímého předchůdce moderních hadů.

## Počet druhů
Doposud je známo okolo 520 rodů a 3600 druhů hadů, z toho asi 410 druhů jsou jedovatí hadi. V České republice žije ve volné přírodě pouze 5 druhů. Mezi známé světové rody zahrnující smrtelně nebezpečné jedovaté hady patří například zmije (Vipera), chřestýš (Crotalus), kobra (Naja), korálovec (Micrurus), taipan (Oxyuranus), mamba (Dendroaspis), různé pakobry nebo vodnáři (Hydrophiinae). Mezi škrtiče pak patří krajty (Pythonidae), anakonda (Eunectes) či hroznýši (Boidae). Dělení hadů je do 18 čeledí a 19 podčeledí. Nejpočetnější a nejúspěšnější hadí čeledí jsou užovky (Colubridae).

### Výběr zajímavých druhů

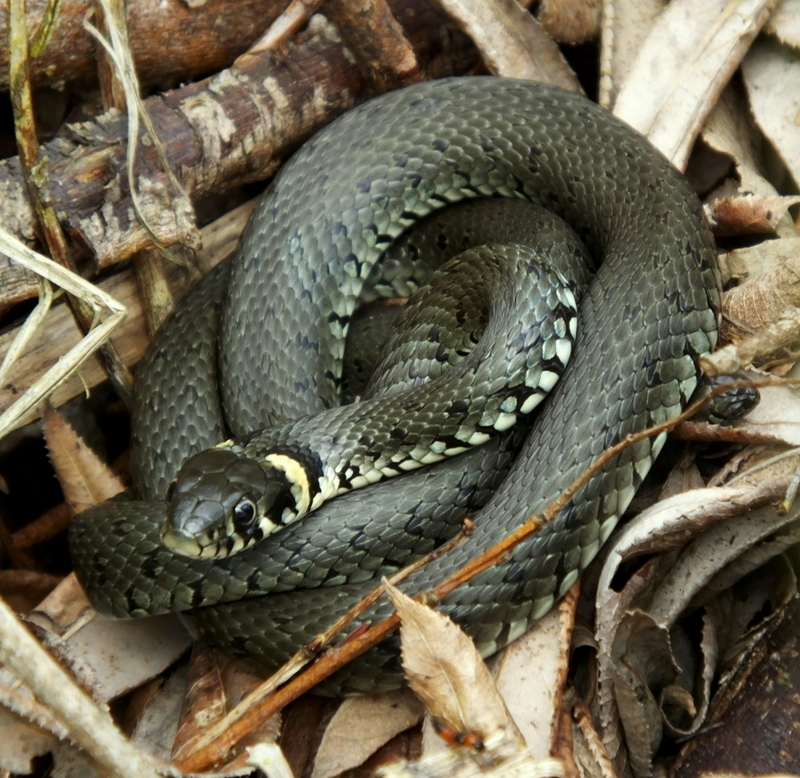
Užovka obojková, nejběžnější had v Česku
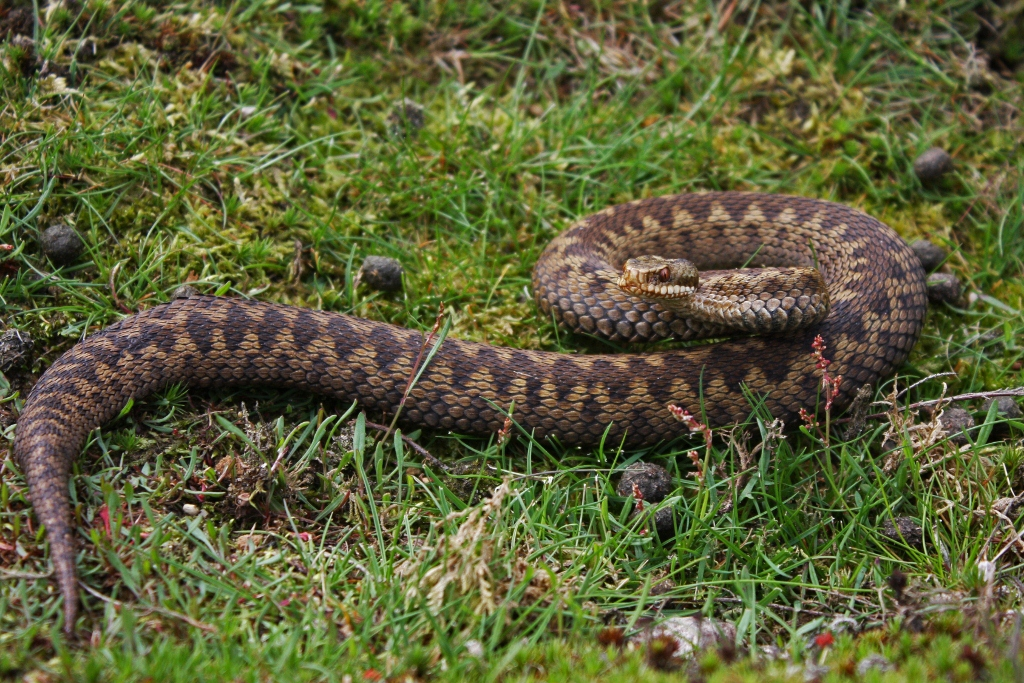
Zmije obecná, jediný jedovatý had žijící v České republice
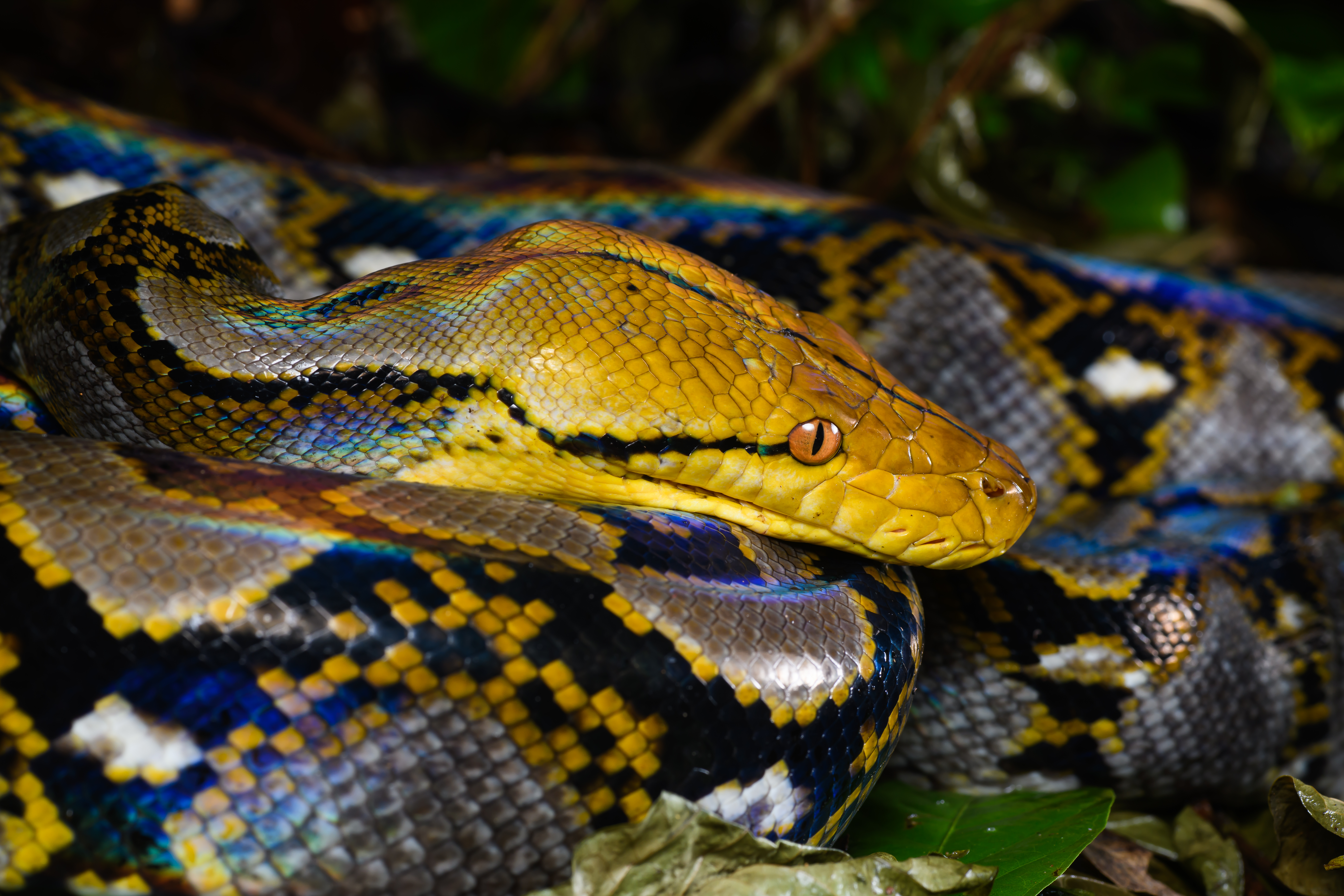
Krajta mřížkovaná, patrně nejdelší žijící had na světě
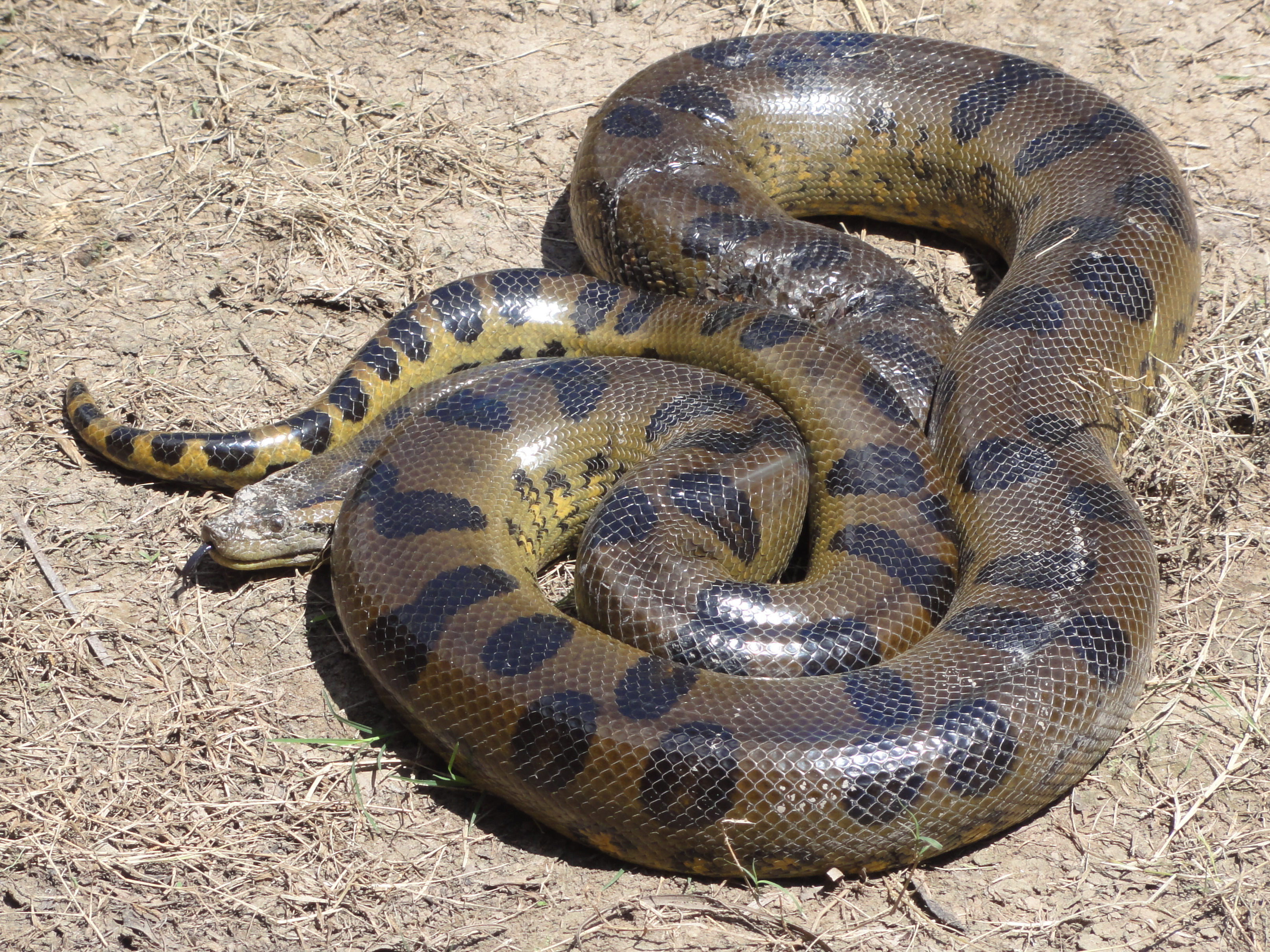
Anakonda velká, patrně nejtěžší žijící had na světě
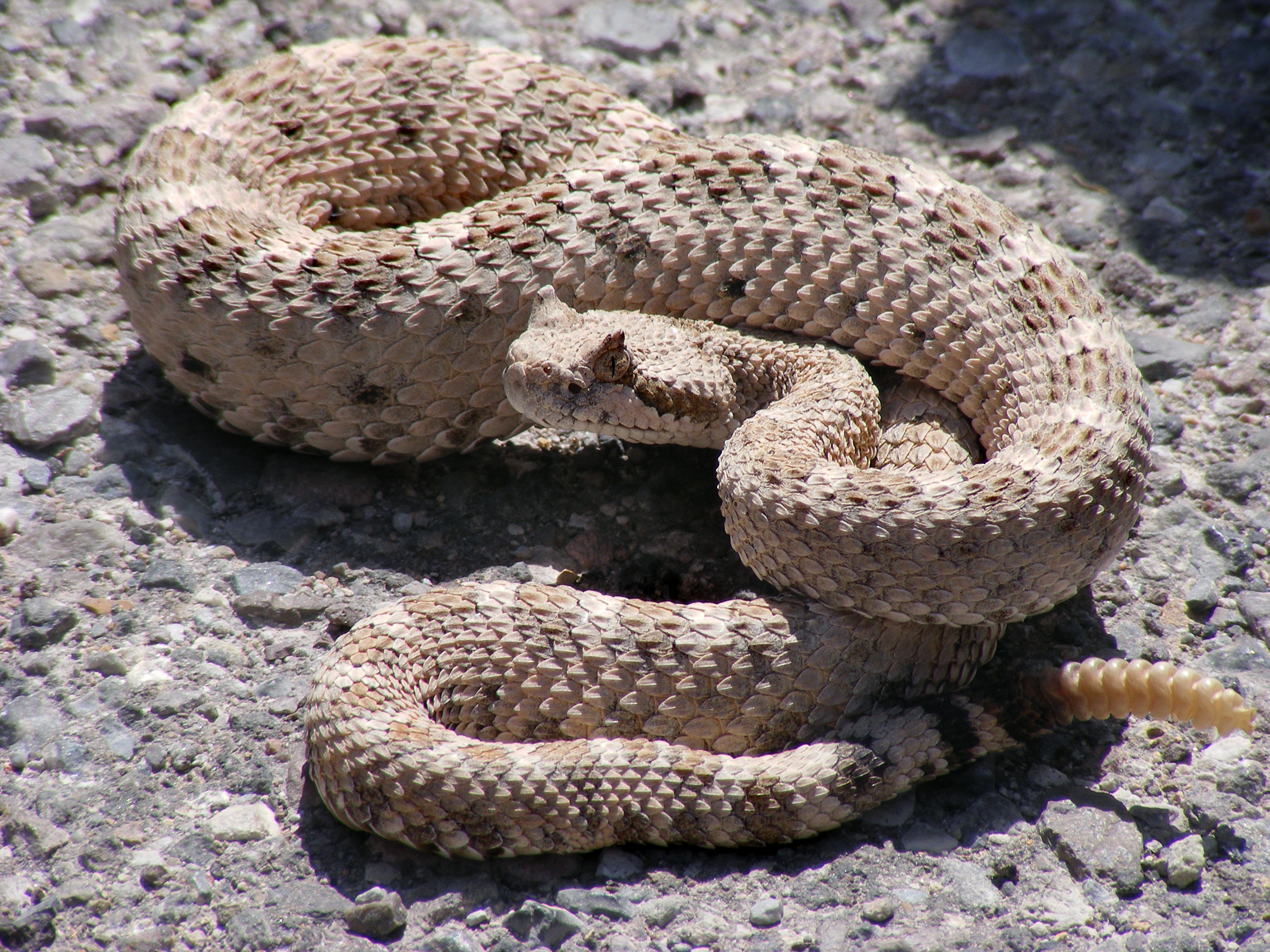
Chřestýš rohatý, asi nejrychlejší had na světě
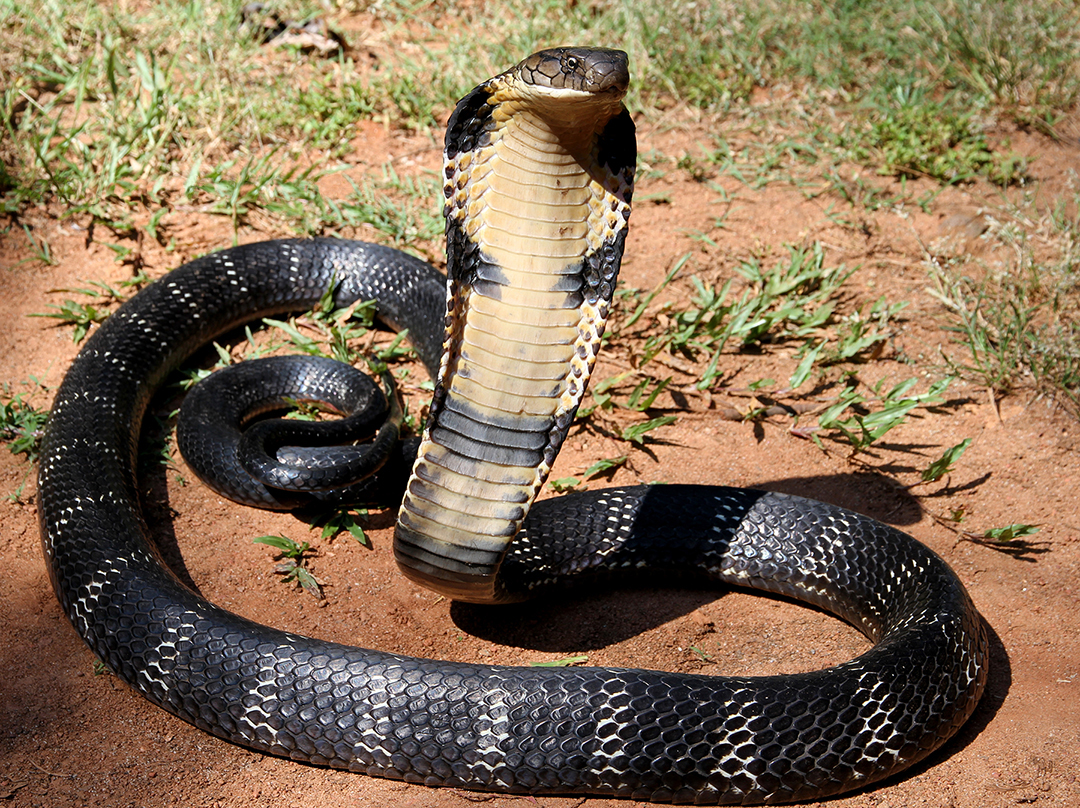
Kobra královská, nejdelší jedovatý had na světě
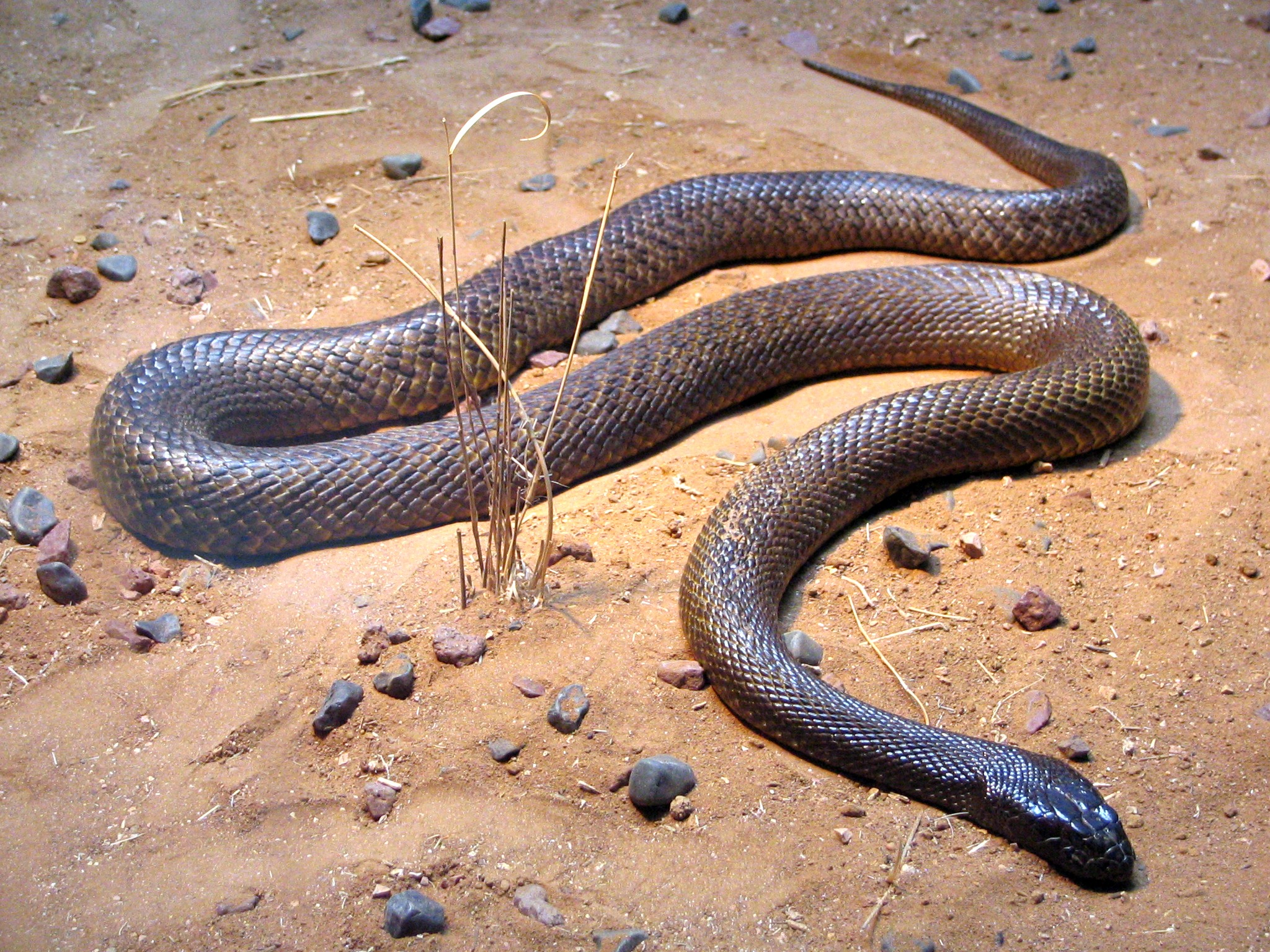
Taipan menší, patrně nejjedovatější had na světě
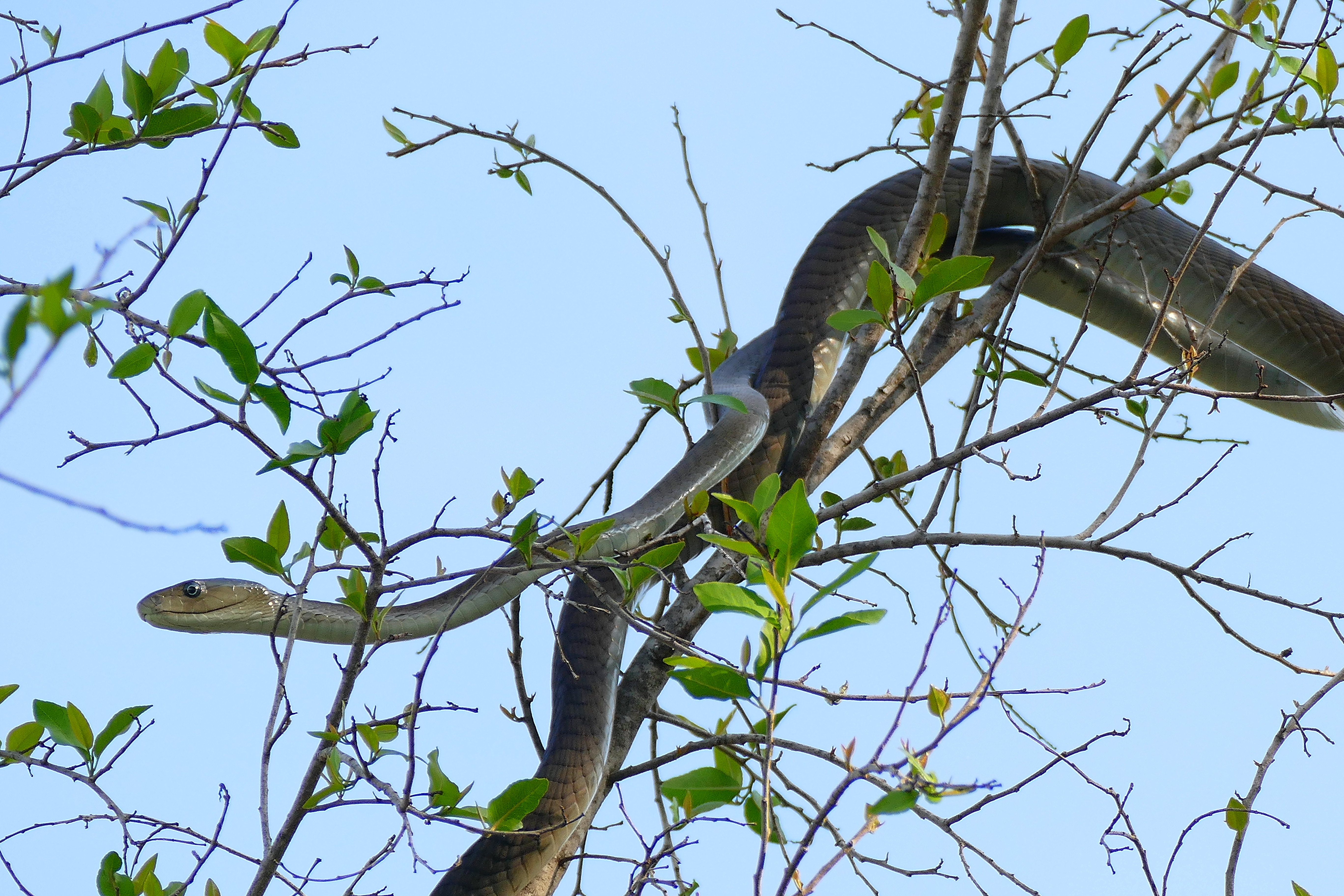
Mamba černá, známý prudce jedovatý had z Afriky
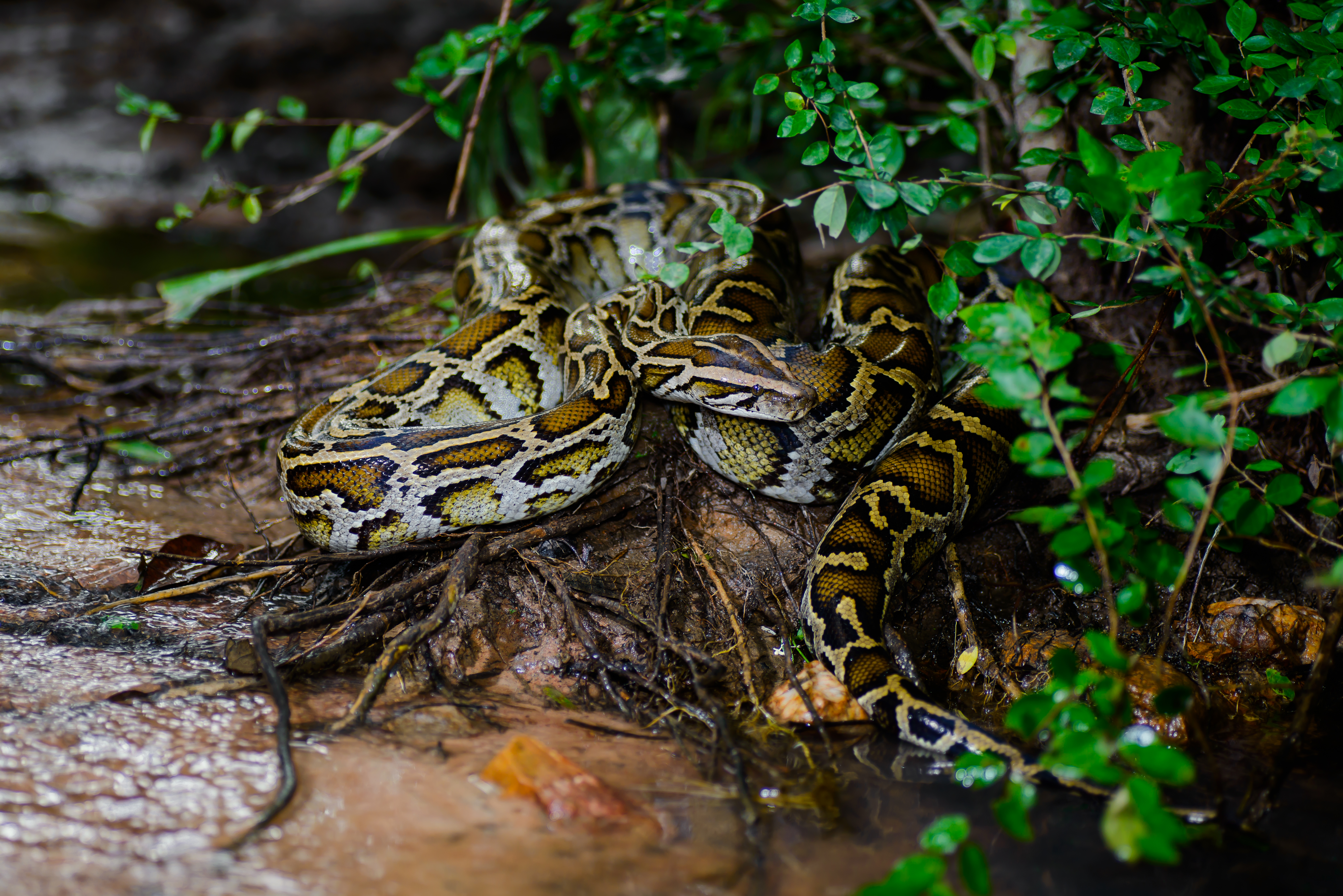
Krajta tmavá, přestože je doma v jižní a jihovýchodní Asii, dokázala se přizpůsobit životu na Floridě, kde došlo k její nechtěné introdukci
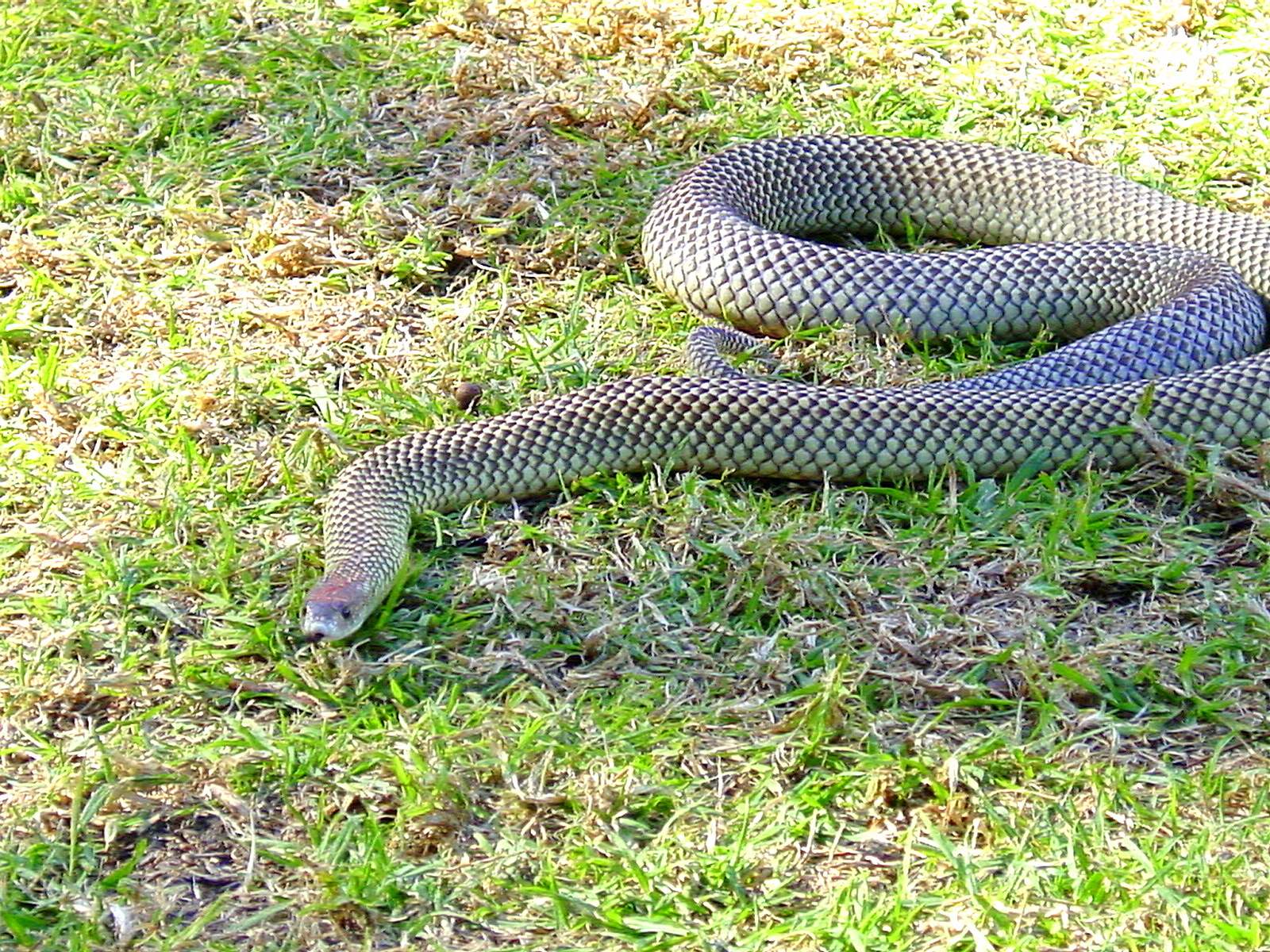
Pakobra australská, nejběžnější had v Austrálii
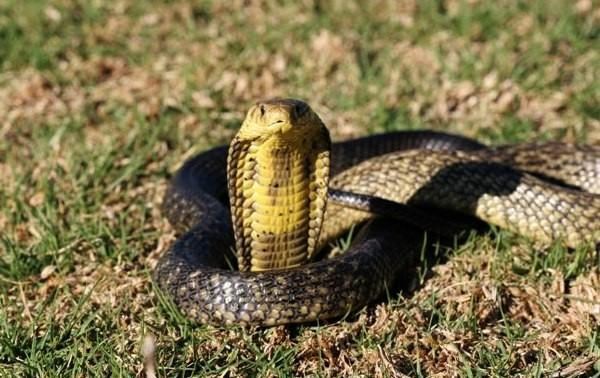
Kobra černá, největší z kober rodu Naja (tzv. pravé kobry)
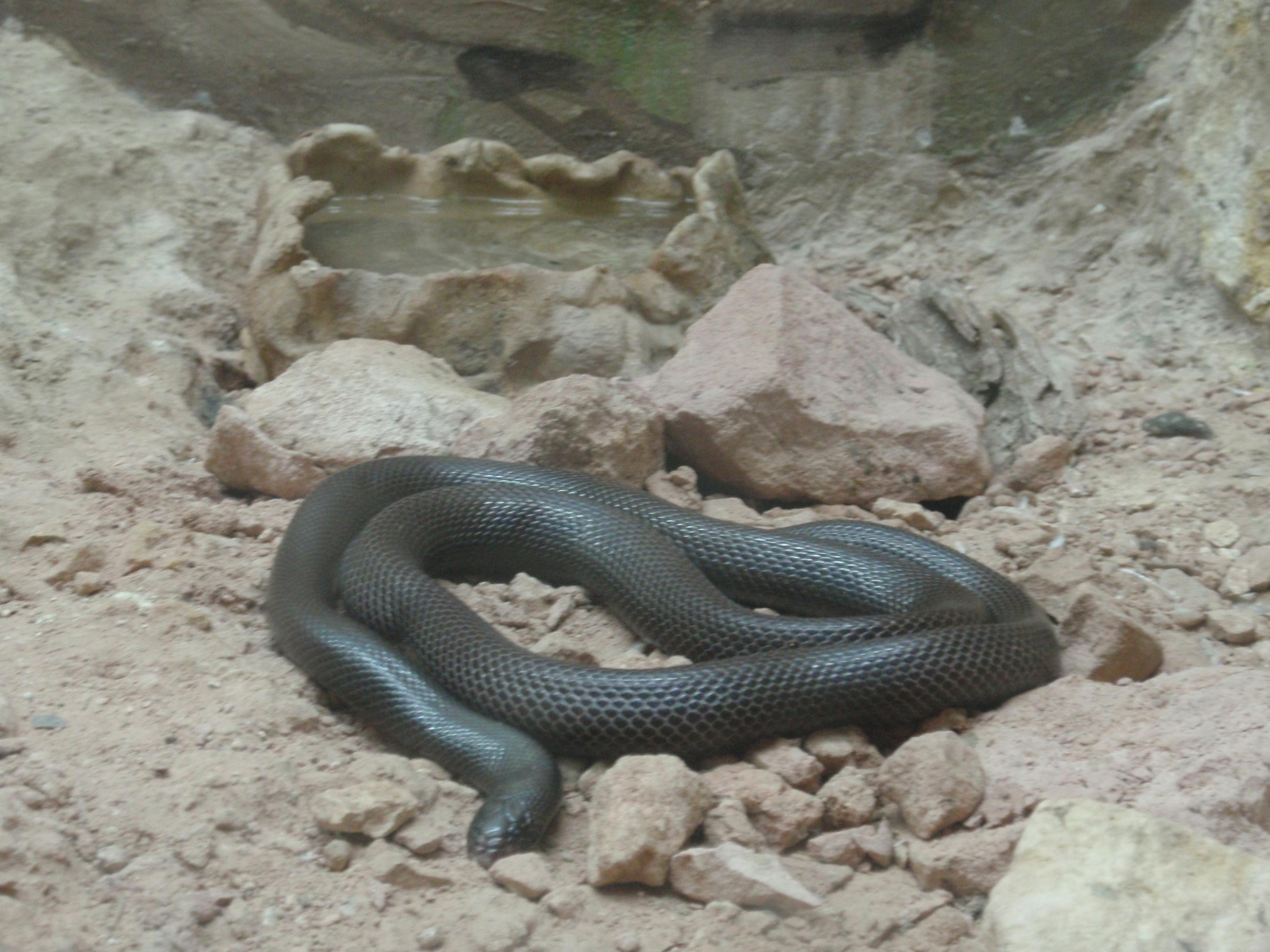
Zemězmij palestinský, had žijící pod zemí ve vlhkých písčitých půdách
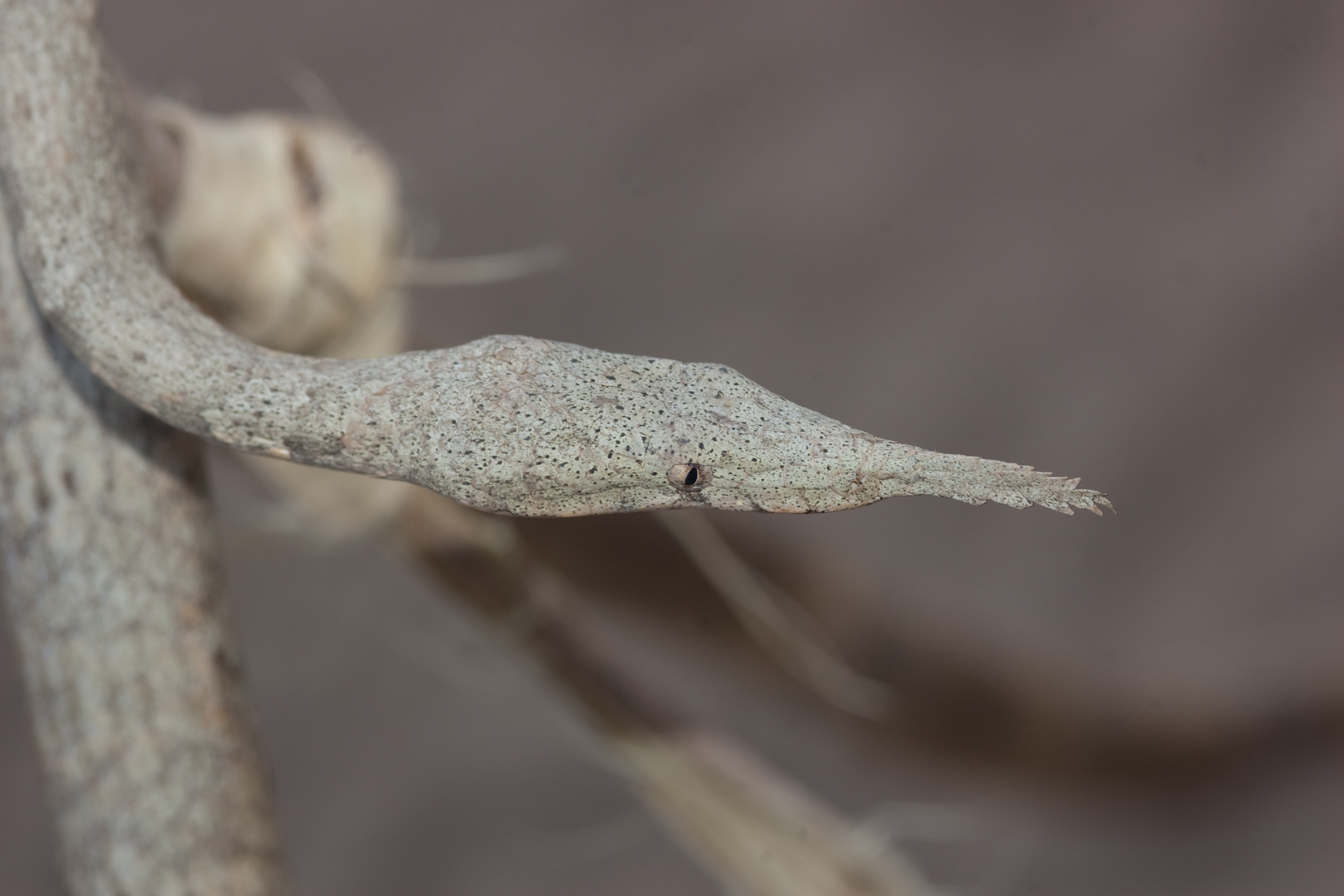
Langaha listonosá, had se zvláštním výrůstkem na čenichu

## Anatomie hadů

### Povrch těla

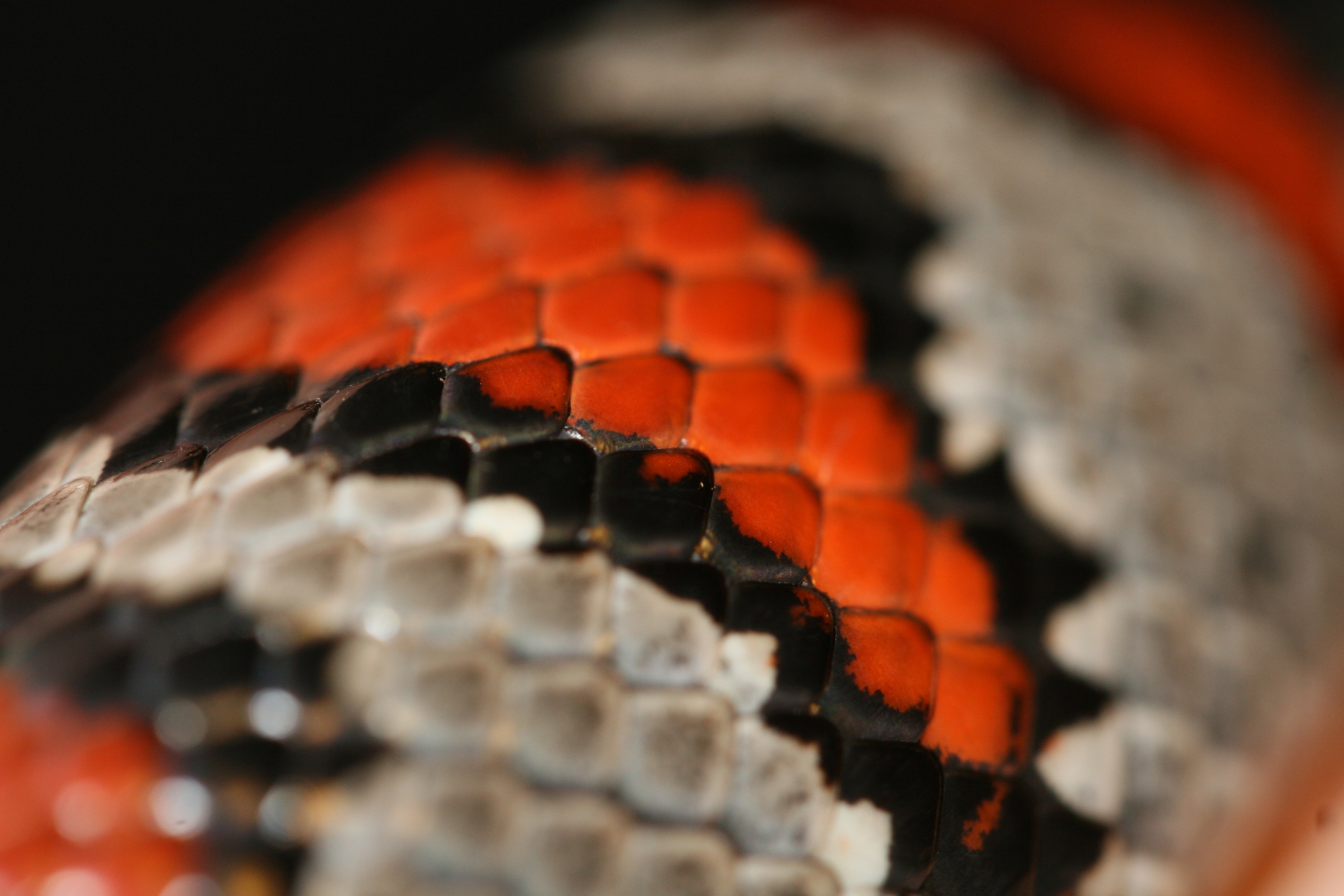
Detailní pohled na šupiny kůže

Povrch hadího těla pokrývá velice pružná kůže pokrytá šupinami, lišícími se tvarem i velikostí v závislosti na druhu. Na spodní straně těla mají hadi tzv. břišní (ventrální), příčně uložené šupiny, které spolu s břišními svaly umožňují plazení. Kůže většinou nepropouští vodu ani jedním směrem, proto hadi mohli osídlit jak vodní, tak extrémně suché biotopy, jako jsou pouště. Nejspodnější a zároveň nejsilnější vrstva kůže obsahuje pigmentové buňky, odpovědné za charakteristické zbarvení jednotlivých druhů, či jedinců. Jak hadi rostou, musí se pravidelně zbavovat vnější, pevné vrstvy odumřelé pokožky. Protože mláďata rostou o mnoho rychleji než dospělí hadi, svlékají se také daleko častěji.

### Kostra a svaly
Typickým rysem hadů je protáhlý trup, splývající plynule s krkem i ocasem, a chybějící končetiny. Jen některé vývojově starší skupiny si zachovaly zakrnělou pánev a nepatrné zbytky zadních nohou v podobě drobných drápků po stranách kloaky (např. hroznýšovití, Boidae). Celá kostra hadů se skládá pouze z lebky, dlouhé páteře s obratli a mnoha žeber, kterých může být až 435 párů.[zdroj?] Lebka hadů se částečně liší druh od druhu, společné však mají kloubní spojení mezi horní a dolní čelistí, což lebku činí velice roztažnou, a umožňující polykat značně velkou kořist. Toto spojení zajišťují silné a velice pružné vazy. Zuby jsou většinou silně zakřivené a ohnuté dozadu, což zabraňuje vysmeknutí uchvácené kořisti. Kostra hadů je ovšem krom lebky jen šlachovitá, jinak by nebyla zajištěna pohyblivost a flexibilita trávení, označení kostra je proto nepřesné.
Hadí tělo se vyznačuje obrovským množstvím velice složitých svalů a různých svalových úponů. Snad nejvíce svalů je mezižeberních; ty se na žebra přímo upínají a umožňují tak jejich značnou pohyblivost. Výsledkem naprosto dokonalé koordinace všech těchto svalových skupin je pro hady charakteristický, lehký a klouzavý pohyb.

### Uspořádání orgánů

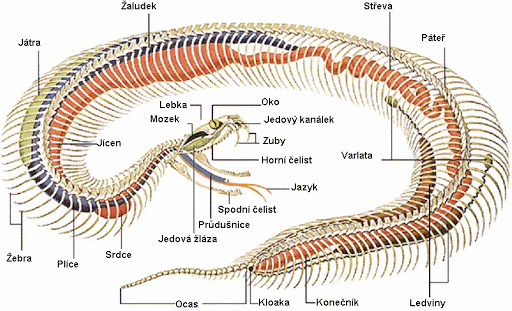
Stavba těla

Hadímu tvaru těla se pochopitelně přizpůsobil tvar i uložení vnitřních orgánů, které jsou většinou rovněž protažené. Párové orgány bývají obvykle zredukovány na jeden (zatímco druhý zakrní), popř. jsou v těle uloženy za sebou. Naprostá většina hadů má např. jen jednu funkční, pravou prodlouženou plíci, druhá buď úplně chybí, nebo je jenom velice malá. Výjimku tvoří opět někteří hroznýšovití a slepákovci, u kterých jsou vyvinuty oba plicní vaky. Žaludek hadů je velký, spíše se jedná o značně rozšířenou trávicí trubici. Vývod střeva je zakončen v kloace. Srdce není příliš velké, má neúplnou přepážku mezi pravou a levou částí srdeční komory, a dvě srdeční předsíně. Ledviny nemají typický tvar, ale jsou to dva velmi dlouhé, oválné útvary, z nichž pravý je v těle uložen podstatně výše než levý. Také játra jsou podlouhlá a pokračují souběžně s plícemi. Hadi nemají močový měchýř a moč odchází z těla kloakou v podobě polotuhé, bílé hmoty. Pohlavní orgány hadů se také přizpůsobily protaženému tělu a levé varle u samců bývá umístěno před pravým. Samičí vaječníky jsou zpravidla umístěny podobně, s tím, že levý vaječník může někdy zcela chybět. Samčí pohlavní orgán tvoří dva hemipenisy, které se dost liší druh od druhu.

## Smysly

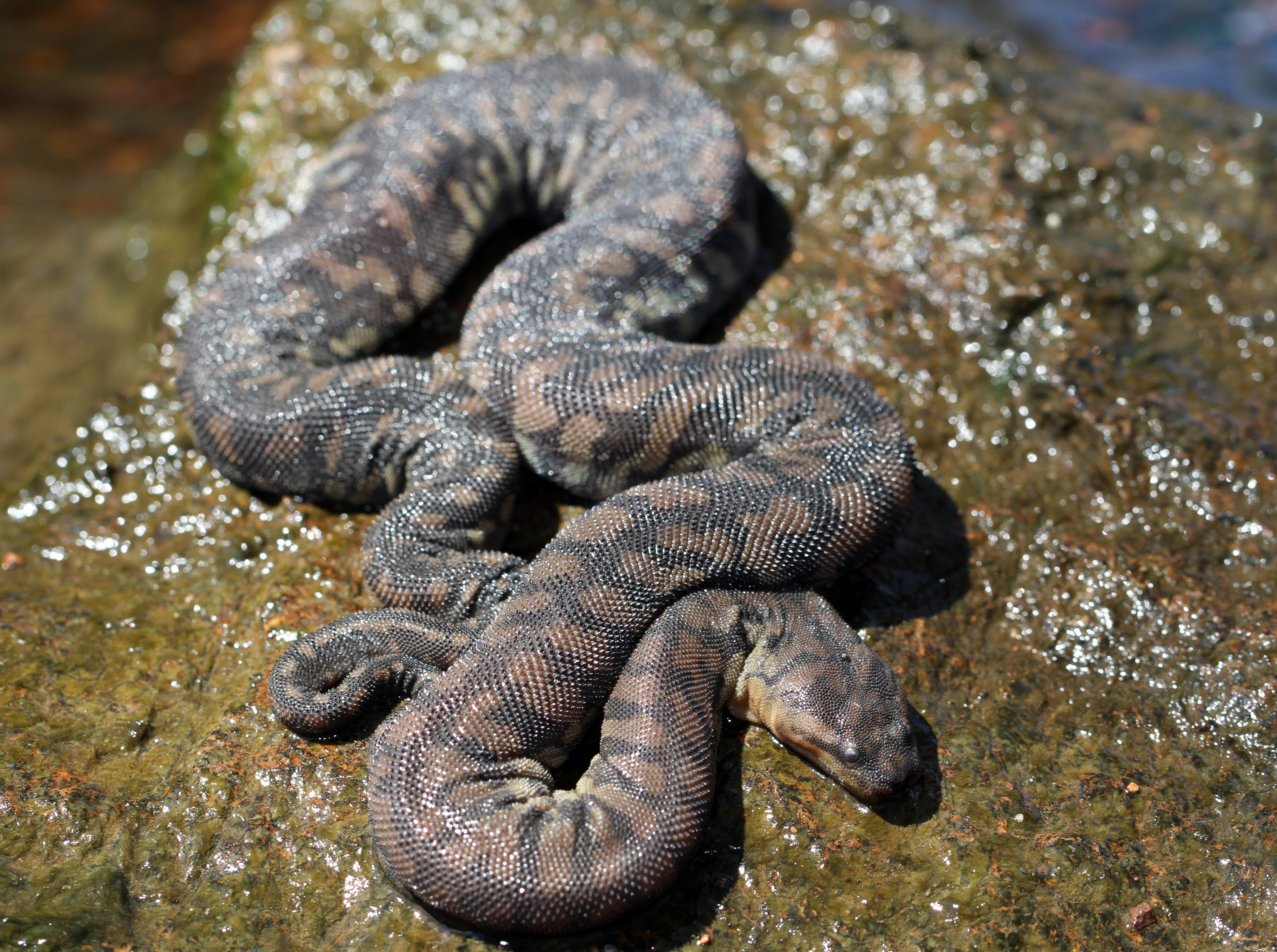
Bradavičník arafurský

Hadi mají zrak přizpůsobený způsobu života, avšak nikdy není příliš ostrý. Podzemní hadi ho mají velmi slabý, stromoví relativně dobrý. Důležitý je pro ně rozpoznání pohybu, nikoliv přesné určení kořisti. Sluch je velmi špatný, a proto se spoléhají na jiné smysly. Mají velmi vyvinutý čich, jehož činnost je podpořena Jacobsonovým orgánem. Had ve stavu aktivity neustále odebírá kmitajícím jazykem vzorky pachu ze svého okolí. Díky štěrbině v horní čelisti může kmitat jazykem bez otevření tlamy. Chřestýši, chřestýšovci, křovináři a někteří hroznýši a krajty mohou zjišťovat nepatrné změny teploty vzduchu obličejovými termoreceptory – tepločivnými jamkami umístěnými mezi okem a nozdrami. Vibrace vnímají spodní částí těla, proto se doporučuje dupat, chce-li člověk upozornit hada na svou přítomnost.

## Životní projevy

### Pohyb
U hadů se vyvinulo několik způsobů kompenzujících ztrátu končetin. Každá metoda znamená různé využívání žeber a svalů na nich upnutých, ale použití každé metody závisí také na hmotnosti hada, rychlosti pohybu, kterou potřebuje a na typu podkladu.
- Lineární pohyb vpřed – Těžcí hadi a hadi, kteří se obvykle pohybují pomalu, se někdy pohybují přímým směrem. Stahují postupně svaly a vlnivě se pohybují vpřed jako housenky, opírajíce se současně dotykovými okraji břišních štítků o nerovnosti povrchu.
- Pohyb vlněním – Had se stáčí vlnovitě ze strany na stranu a používá při tom postupně každý bod svého těla k odrazům od terénních nerovností. Takto se hadi pohybují i při plavání, někdy i šplhání. Zvláštním případem je boční pohyb vlněním (sidewinding), využívaný některými hady zejména na sypkém povrchu (na písku v pouštích)
- Harmonikový pohyb – Hrabaví hadi se pohybují norami tak, že se jedním koncem harmonikově složeného těla prudce odrazí od stěny nory a druhý konec je tak vržen vpřed.
- Klouzání vzduchem – Někteří hadi žijící v korunách stromů (Chrysopelea) jsou schopni překvapivě efektivně plachtit poté, co zploští své tělo tak, že při pohybu vzduchem vyvozuje vztlak.

### Získávání potravy

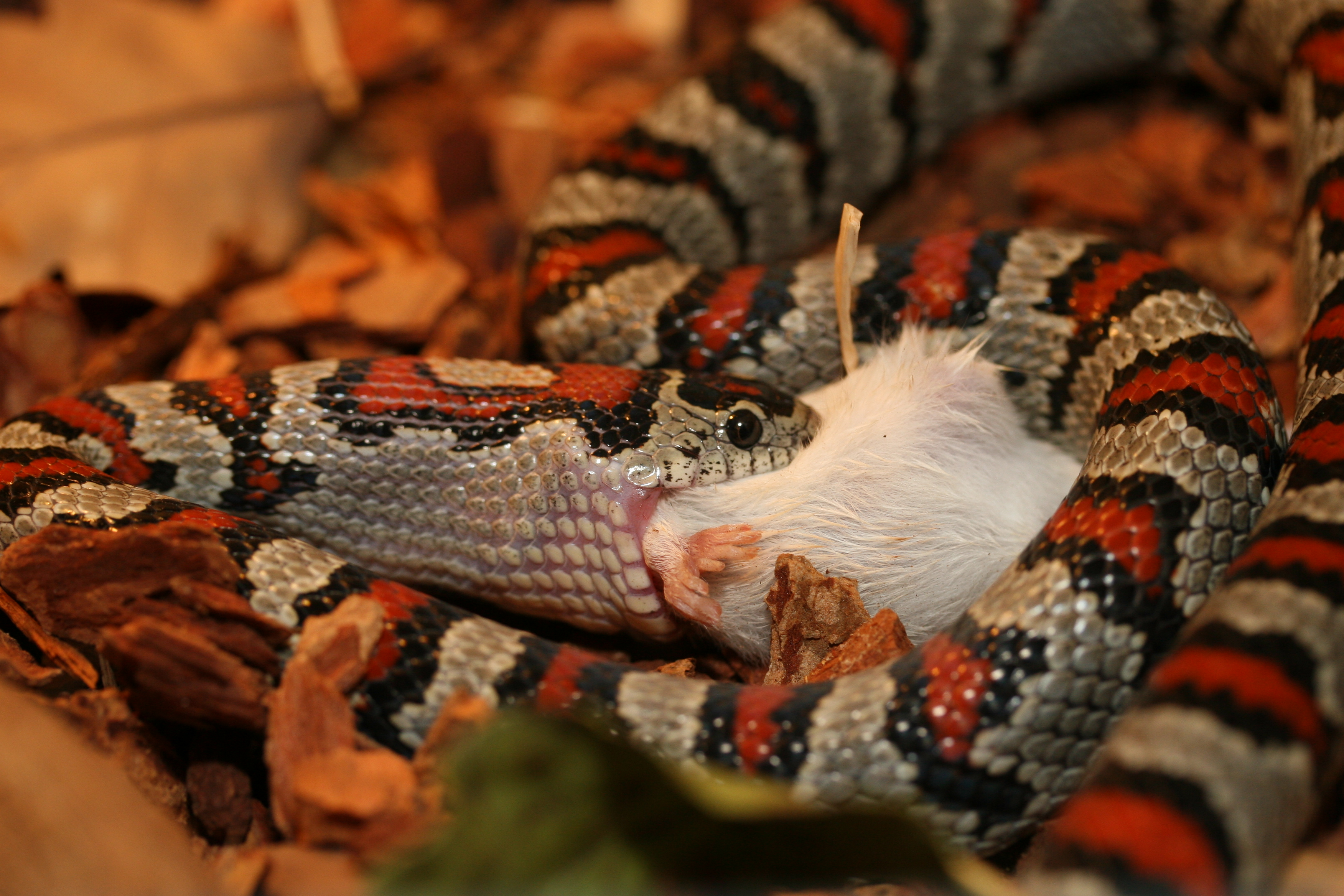
Lampropeltis Mexicana Greeri konzumuje myš

Některé druhy jsou potravně specializovány, zatímco potrava ostatních je velmi různorodá. Velká kořist vyžaduje mnoho času na strávení. Může hada nasytit na několik týdnů nebo dokonce i měsíců. Tento proces začíná v tlamě působením trávicích enzymů v sekretech slinných žláz.
Hadí jed je ve skutečnosti jakýsi koktejl pozměněných trávicích šťáv, který obvykle rychle zapůsobí na nervový systém nebo krev oběti. Škrtiči zabíjejí kořist tak, že ji udusí. Pokaždé, když oběť vydechne, had utáhne závity těla, dokud dýchání oběti neustane. Poddajné čelisti umožňují požírání kořisti, která velikostí přesahuje jejich hlavu. Polykání může trvat i několik hodin.

### Hadí jed
Mnozí hadi mají různé druhy jedu, které se na základě účinku dělí na:
- neurotoxin je druh jedu, který působí na nervovou soustavu. Produkují ho jedové žlázy většiny korálovcovitých hadů žijících na souši (kobry, korálovci, mamby…);
- myotoxin je jed působící na svalovinu. V jedových žlázách ho mají všechny mořské druhy korálovcovitých hadů (vodnáři, vlnožilové) a některé suchozemské druhy korálovcovitých hadů žijících v Austrálii.
- hemotoxin je druh jedu, který rozkládá krevní buňky uštknuté kořisti. Produkují ho jedové žlázy druhů hadů z čeledi zmijovitých (zmije, chřestýši, ploskolebci apod.). Nepůsobí tak rychle jako neurotoxin, ovšem na rozdíl od něj výrazněji poškozuje tělo.
- cytotoxin ničí buňky a způsobuje rozklad tkáně. Disponuje jím například jedový aparát zmije útočné.

Nejsilnější jed mají druhy, které se živí rychlou kořistí. Příkladem mohou být křovináři ostnití, kteří jsou schopni usmrtit i rychle se pohybujícího kolibříka, nebo mořští hadi, živící se korálovými rybami. Pokud by had neměl takto silný jed, kořist by mohla ještě po uštknutí rychle uniknout. Hadi mohou mít také jed specializovaný na určitý druh kořisti. To znamená, že může úspěšně působit např. na drobné hlodavce a zase např. pro ptáky stejné váhy a velikosti je neškodný.

### Rozmnožování
Většina hadů klade vejce, ale je i významný počet druhů živorodých. Hadi mírného pásma se většinou páří na jaře brzy po ukončení hibernace a kladou vejce/ rodí mláďata v létě. Tropické druhy se často páří v časové návaznosti na období dešťů a kladou několik snůšek ročně. Samci a samice se vyhledávají pomocí feromonů – chemických pachových stop, které v terénu zanechávají. Zásnuby jsou většinou jednoduché a hadi o potomstvo příliš nepečují. Ale např. krajty obtáčejí svým tělem vejce, která tak chrání a zahřívají, a kobry hnízda s vejci hlídají. Mláďata se líhnou ze skořápek pomocí vaječného zubu. Uvnitř vejce může být stočeno hádě až 7× dokola.

### Svlékání
Jedním z nejchoulostivějších momentů v životě každého hada je svlékání staré pokožky, odborně nazývané ekdyse. Protože keratin, ze kterého se vlastně hadí pokožka skládá, není příliš pružný a zabraňuje zvířeti v růstu, musí se had jednou za čas vrchní vrstvy kůže zbavit. Zdravý had se zbavuje své pokožky zpravidla najednou, od hlavy směrem k ocasu a to včetně očí. Za normálních okolností většinou celý proces netrvá déle než půl hodiny. Svlečka je potom vlastně obrácená naruby, asi jako svlečená nylonová punčocha. Samotnému svlékání napomáhá tenká vrstvička mazlavého moku, který se vytvoří mezi starou a novou pokožkou, a která vlastně způsobuje typické mléčné zakalení hada a jeho očí. Hadi v té době špatně vidí a jsou zpravidla poněkud podráždění. Tím, že mladí hadi rychleji rostou, svlékají pokožku daleko častěji než dospělí jedinci, u kterých může ekdyse proběhnout jenom dvakrát nebo třikrát za rok.

### Vylučování
Hadi vylučují žluto-bílo-hnědou tekutinu. Je to způsobeno trávicími enzymy v jejich těle, kde se potrava postupně rozkládá až se mění v již zmíněnou tekutinu.